# Ридли Холл (Кембридж)
Ридли Холл (англ. Ridley Hall) — теологический колледж, который был открыт в 1881 году в Кембридже, Великобритания. Название заведение получило в память об английском мученике — Николасе Ридли. Один из бывших выпускников Артур Полхилл-Тернер был членом так называемой — Кембриджской семёрки. В настоящее время ректором колледжа является — Майкл Волланд.

## История
В середине XIX века англиканское духовенство столкнулось с проблемой нехватки и в целом недостаточной теологической подготовки священнослужителей. Традиционно в Кембридже существовала активная религиозная деятельность, что выражалась в открытии воскресной школы в 1827 году в старом «Доме встреч квакеров» (англ. Quaker meeting house), воскресная школа на улице Jesus Lane (которая была перенесена на Кинг-стрит в 1833 году, а в 1867 году на Парадис-стрит. Церковь Андрея Первозванного в Барнуэлле, которая была укомплектована студентами-членами общины Чарльза Симеона, послужила основой для создания Ридли Холл. Один из основателей Ридли Холла был H. E. Carr, который смог не только убедить многих в надобности открытия нового теологического колледжа, но и привлек 20 тыс. фунтов стерлингов частных пожертвований. В результате 17 октября 1879 года был заложен мемориальный камень, а 28 января 1881 года новое здание было завершено. Первым директором заведения стал Хандли Моул, а количество учащихся до первого выпуска составляло четырнадцать человек. Главной целью теологического колледжа было обучение согласно дополнительный требований в соответствии с доктринами протестантской реформатской церкви, рукоположение, а также предоставление жилья. Основатели Ридли Холла намеревались сделать теологический колледж «звеном, которого не хватает в связи между богословскими университетами и министерством». Такая политика способствовала тому, что подавляющее большинство выпускников Ридли Холла становились выпускниками и Кембриджского университета. Одним из известных преподавателей колледжа был Моррис Уильям Перри который читал здесь теологию, историю церкви и средних веков. В 1885 году бывший выпускник Ридлей Холла Артур Полхилл-Тернер присоединился к «Зарубежному миссионерскому братству» для отправления в Китай с целью проповедования.
Многие годы существует сотрудничество между теологическими колледжами Ридли Холл и Кранмер Холлв Дареме. В 2016 году был назначен новый директор Ридли Холла, которым стал доктор теологических наук (защитившийся в Дареме) — Майкл Волланд.
На сегодняшний день теологический колледж Ридли Холла активно взаимодействует с общественностью посредством участия его студентов и выпускников в местных церквях, колледжах, больницах и тюрьмах. Достаточно тесная связь между колледжем и Кембриджским университетом. Многие студенты Ридли Холла получают там степень теологии несмотря на то, что Ридли Холл не входит в список 31 официального колледжа при Кембриджском университете.